# 星野明日香
星野 明日香（ほしの あすか、1986年12月5日 - ）は、日本のタレント、元AV女優。
所属事務所には変遷があり、アバンギャルド（現：アヴィラ）やアットハニーズを経て、現在はオリジン・エンタテインメント所属。

## 人物・来歴
新潟県生まれ。小学生の時に神奈川県に転居。
2004年にデビュー。当時の活動名は「星野 飛鳥」。同年ミスマガジン2004の『ミス週刊少年マガジン』に選ばれた。その後、第一高等学院（現：第一学院）に在学しながら、学業と芸能活動を両立。なお、一時期は芸能人女子フットサルチーム「ミスマガジン」に参加していた。
2009年4月に「星野 あすか」に改名し、活動を再開した。
2010年7月23日、「ほしの あすか」名義で活動することを発表。同年8月28日、ソフト・オン・デマンド ブランド商品のイメージガールに抜擢されたことを同社HPで発表。活動自体は同年8月20日のマカオの展示会から開始している。
同年11月4日、AV女優としてデビュー
。約3年間活動した後、2014年1月に引退。AV女優活動中はSOD大賞2011にて優秀女優賞を受賞し、主演した3作品が優秀セル作品賞に輝いた。
2011年2月23日、マークスよりシングル曲「Cassiopeia」を発売し、CDデビューした。
2015年4月に大学に合格したことを明らかにした。
2016年、三十路アイドルユニット「SOYBEANS」にサポートメンバーとして加入するも、4月に解散。
同年5月、芸名を「星野 明日香」に改名し、CHINA JOY 2016出演を賭けた「ミスCJ Japan 2016（ミスチャイナジョイジャパン2016）」に挑戦した（最終順位は発表圏外）。
同年11月、自身のブログにて、AV女優活動は大手芸能事務所が紹介した人物に出演を強要されたことによるものであり、AV撮影も当初はグラビア撮影だと偽られていたと訴えた。過去には摂食障害、パニック障害、うつ病、対人恐怖症などの神経症を患い、3年近くかかって治ったものの、継続的な通院を余儀なくされていることを明かした。翌12月には、弁護士の伊藤和子らのAV強要をなくすプロジェクトに参加することが発表された。なお、デビュー作を制作したSODクリエイトは、専属女優との撮影時には事前に必ず監督面接を行い、台本や内容について共に考え、撮影当日も本人に撮影内容の説明を実施し、併せて女優本人からは面接・撮影・販売の3段階に分けて同意書の提出を受けて意思確認をしており、本人が嫌がっている場合に撮影を行うことはないとしている
。
2020年8月にYouTubeチャンネルを開設。
趣味は中国語、三味線、ヨガ、ピアノ、書道、美容等。

## 出演および作品一覧

### テレビ
- 69★TRIBE ロック族（フジテレビ）
- グラビアの美少女（MONDO21）
- 開運音楽堂（2007年1月6日、TBS）
- 今夜もドル箱（2009年6月2日、テレビ東京）

### 映画
- 渋谷怪談 サッちゃんの都市伝説「心霊写真マニア」（2004年）

### Vシネマ
- 工業哀歌バレーボーイズ（2006年8月1日発売）

### DVD
- ミスマガジン2004 星野飛鳥（2004年10月、バップ）
- Hoppi'n 星野飛鳥（2005年1月、ベガファクトリー）
- Vivid 星野飛鳥（2005年3月、ジェネオンエンタテインメント）
- DUO（2005年3月、フォーサイド・ドット・コム） - 小倉優子と共演。
- 星野飛鳥 QUTIE PISTOLS（2005年7月、ジーオーティー）
- Petit Four（2005年9月、ラインコミュニケーションズ）
- Perfect collection（2005年11月、ローランズ・フィルム）
- あすか日記。（2006年4月、ジーオーティー）

### 写真集
- 飛鳥時代（2004年9月、ワニブックス、撮影：小塚毅之）ISBN 4847028260
- SYO-JO（2005年11月、彩文館出版、撮影：小塚毅之）ISBN 4775601008
- あすかの時間（2010年9月24日、双葉社、撮影：福島裕二） ISBN 978-4575302578

### 音楽

#### シングル
- Cassiopeia（2011年2月23日、マークス）
- ハヤエベソ（2012年11月28日、Milky Pop Generation）
- ROCKET BOY STAR GIRL（2016年3月23日、ASTRAIA）
- 星空の奇跡（2021年12月23日、The NFT Records）

#### 配信楽曲
- 明日へ（トゥルリラ）

#### イベント
- 吉田豪×南波一海の“このアイドルが見たい”2017盛夏（2017年8月8日　東京都渋谷区）